# József Antall
József Antall (8 avril 1932, Budapest - 12 décembre 1993, Budapest) est un homme d'État, enseignant, bibliothécaire et historien hongrois. Il est le premier Premier ministre hongrois élu démocratiquement du 23 mai 1990 à sa mort le 12 décembre 1993. Il est le chef du Forum démocrate hongrois de 1989 à 1993.

## Famille
József Antall est né dans une vieille famille hongroise de la petite noblesse. Son père, József Antall est juriste et fonctionnaire, travaille pour le gouvernement sous plusieurs ministères. Antall père réalise les premières estimations du revenu minimum en Hongrie et devient l'un des membres fondateurs du Parti indépendant de petits agriculteurs, des ouvriers agricoles et de la petite bourgeoisie en 1931. Pendant la Seconde Guerre mondiale il préside le Comité des Réfugiés. Il quitte ce poste lors de l'occupation allemande de la Hongrie puis il est arrêté par la Gestapo. Après la guerre il est nommé ministre de la Reconstruction dans le gouvernement de Zoltán Tildy. Plus tard il devient Président de la Croix-Rouge hongroise. Il se retire dans son domaine après le coup d'État communiste. En 1991, son nom est gravé sur le monument de Yad Vashem.
Sa mère, Irén Szűcs est d'origine juive, et elle est la fille d'un instituteur de village. Son père, István Szűcs est aussi une figure politique, il est secrétaire d'État.
József Antall a une sœur, Edith Antall. Son beau-frère, Géza Jeszenszky (en) devient plus tard ministre des Affaires étrangères. Antall et sa femme, Klára Fülepp ont deux enfants: György Antall, avocat et Péter Antall, journaliste photographe.

## Éducation
L'éducation de son père est décisive. Le jeune Antall est initié aux secrets du fonctionnement des institutions politiques. Son père lui enseigne l'idéologie politique de sa prédilection et l'engagement pour la démocratie représentative. Il lui inculque le patriotisme et une conception de la société fondée sur les valeurs fondamentales de la morale chrétienne. Antall poursuit ses études au Lycée des Piaristes à Budapest. L'enseignement d'excellente qualité, la solidarité interne et l'orientation idéologique solide au sein du lycée le marquent presque aussi profondément que le milieu familial. Il exprime son dévouement et gratitude pour son Alma mater lorsqu'il fonde l'Union des jeunes chrétiens hongrois. Il est ami dès l'école de Zoltan Veress qui en parle dans son livre "Dans le vent violent de l'histoire" (mai 2011).
L'élève Antall s'intéresse aux sciences naturelles en particulier, mais sous l'influence de son professeur d'histoire, István Gál il se passionne pour l'histoire. Il présidera le cercle d'émulation des lycéens. À l'âge de 16 ans il prend une décision majeure. Il veut devenir écrivain et homme politique. L'arrivée au pouvoir des communistes ne l'en découragera pas. Il est convaincu que le système communiste est inhumain et ne durera pas. Il se prépare pour l'ère post-communiste. Après le baccalauréat il s'inscrit à la Faculté des lettres de l'Université Loránd Eötvös de Budapest. Il entame des études archivistiques, suit des cours de littérature et philologie hongroise et de l'histoire. Le brillant étudiant est de plus en plus confronté aux représentants de l'idéologie communiste au sein de l'université. Il est l'auteur du pamphlet anonyme intitulé "L'ironie de l'histoire - Marx sauve le capitalisme et écarte la révolution prolétarienne". Il suit des cours en muséologie, devient professeur et obtient le diplôme de bibliothécaire. Puis il passe son doctorat.
József Antall est nommé Docteur Honoris Causa par l'Université de l'État Centrale du Connecticut le 30 septembre 1991.

## La longue route vers le pouvoir
Fraîchement diplômé il commence sa carrière professionnelle aux Archives Nationales, puis il travaille à l'Institut des sciences pédagogiques. À partir de 1955 il est professeur au Lycée Eötvös. Les idées politiques qu'il prône attirent la foudre du régime. En 1959 il est suspendu et lui est interdit d'enseigner parce qu'il revendique le pluralisme, la retraite des troupes soviétiques du pays et l'indépendance de la Hongrie. Il est bibliothécaire pendant deux ans. Une opportunité inattendue le conduit vers la recherche scientifique. En 1963 il rédige la biographie de 80 médecins pour l'Encyclopédie biographique. Il comprend que l'histoire de la médecine est un sujet strictement apolitique, à peine ou peu explorée par les médecins et les historiens et qui lui permet d'entamer des recherches scientifiques. Le talent d'organisateur de ce brillant savant et l'énorme travail fourni force la reconnaissance du régime malgré l'animosité politique perceptible. Le Musée, la Bibliothèque et les Archives Semmelweis de l'Histoire de la médecine ouvre ses portes en 1964. Antall est invité à rejoindre l'établissement. Il est bientôt nommé directeur adjoint et œuvre activement à l'organisation et à la structuration de l'institut. Les recherches d'Antall sont connues et reconnues au-delà des frontières. En 1968 il est élu Vice-président de la Société internationale d'histoire de la médecine. Lorsqu'il obtient en 1974 le passeport bleu qui permet de voyager dans les pays de l'Europe de l'Ouest, il donne des conférences surtout dans les pays germanophones. Les déplacements à l'étranger lui permettent de suivre de près les changements politiques en Europe Occidentale et les connaissances personnelles lui seront très utiles plus tard lorsqu'il arrive au pouvoir. Il écrit des livres, il publie des centaines d'articles. Il se passionne toujours pour la politique, pour le libéralisme national hongrois du XIXe siècle en particulier. Il est touché au vif lorsqu'il est accusé de l'antilibéralisme en tant que Premier ministre. En réponse aux accusations, il affirme : "je déteste ceux qui m'accusent d'antilibéralisme, parce qu'ils étaient adeptes du marxisme lorsque je dissertais du libéralisme". En 1984 il est nommé directeur général. Sous sa direction l'institut devient un centre de recherches mondialement connu. Plusieurs personnes persécutées par le régime trouvent du travail à l'institut. Il reçoit plusieurs décorations en Hongrie et à l'étranger. Il est décoré en 1982 de la médaille d'or de l'Ordre du Mérite Travail. Il est élu président de la Société hongroise d'histoire de la médecine dans la même année. Il est rédacteur en chef du Bulletin hongrois d'histoire de la médecine. L'héritage de la médecine et de la pharmacologie européenne publié en 1981 est un ouvrage de l'importance majeure.

## Retour à la vie politique

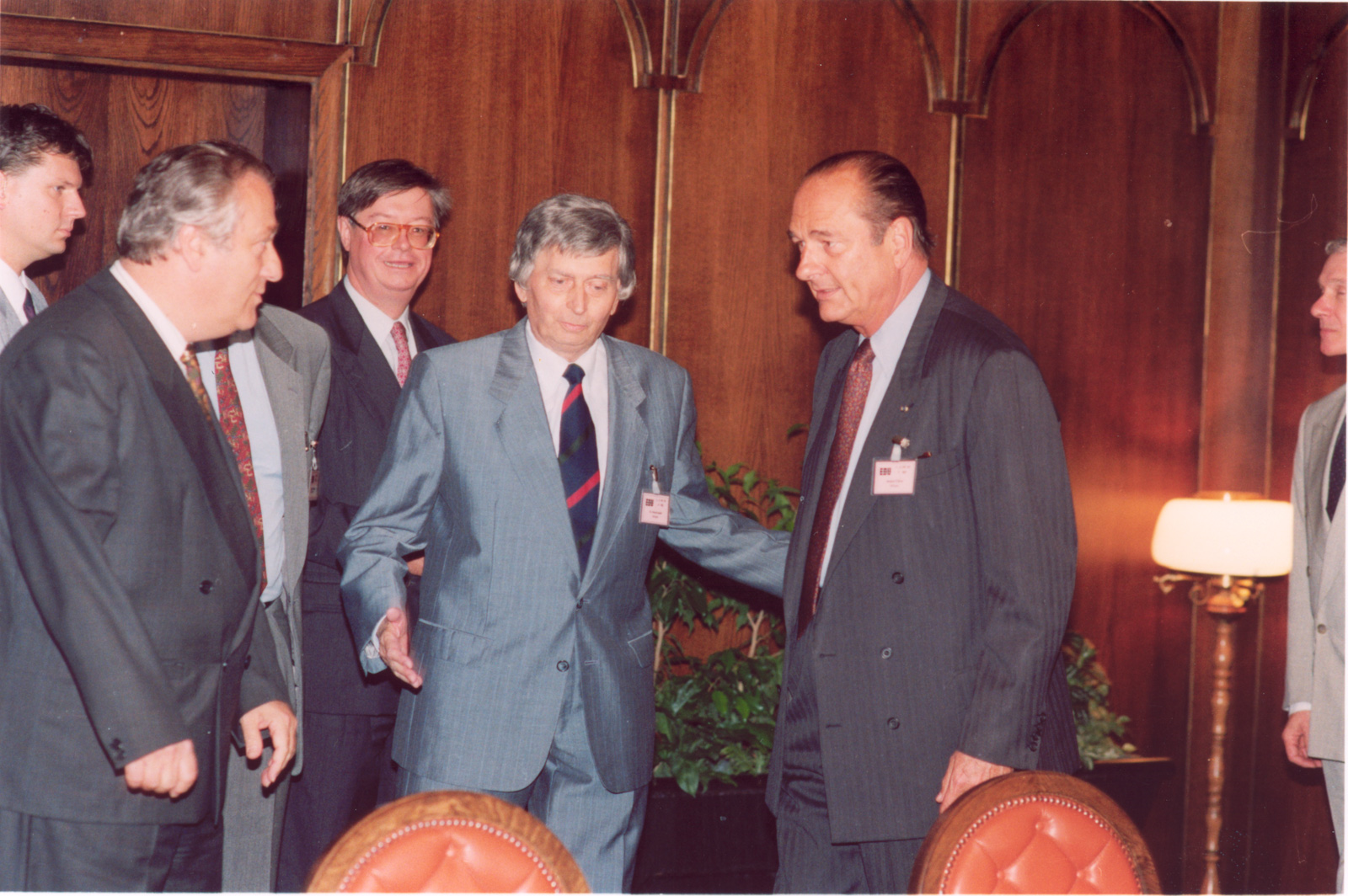
József Antall et Jacques Chirac en 1993

La splendide carrière scientifique ne détourne pas József Antall de la vraie vocation de sa vie. Il veut faire de la politique. Il prévoit la chute du régime et il se prépare depuis de longues années à entrer au service de son pays dans l'ère post-communiste. Au moment des changements politiques dans les pays de l'Europe de l'Est Antall a des concepts politiques solides et il est à la recherche d'une formation politique de centre-droite. Au début de l'année 1988 il rejoint le mouvement de contestation politique. À côté d'Árpád Göncz il est cofondateur à Budapest de la section de l'"Association de la ligue hongroise des droits de l'homme à Paris". Sándor Csoóri l'invite aux conférences du Forum démocrate hongrois. Antall est présent à la cérémonie officielle d'inauguration du Forum et il participe en tant qu'observateur à la présidence provisoire du Forum. Le cheval de bataille du futur premier ministre reste la démocratie représentative. Il se tourne vers les partis historiques de la Hongrie qui sont en train de se recréer. À partir d'octobre 1988 il participe à la réorganisation du Parti indépendant de petits propriétaires terriens. Antall comprend très vite que les forces qui représentent les valeurs de la société civile son en minorité au sein du futur parti, il refuse donc les hautes fonctions offertes à lui. Le Parti populaire démocrate-chrétien l'invite au poste du secrétaire générale. Il refuse l'offre parce qu'il considère que le PPDC est un parti confessionnel. Antall est convaincu que seulement une formation de centre-droite qui s'appuie sur une large coalition sera en mesure de vaincre la gauche et les libéraux. En dépit de la divergence d'opinion il soutient les partis. À l'été de 1988 il conclut une convention préliminaire avec les leaders de l'Union démocratique européenne (EDU) qui rassemble les partis démocrates-chrétiens de l'Europe de l'Ouest concernant l'adhésion à l'EDU du Forum démocrate hongrois, du Parti populaire démocrate-chrétien et du Parti de petits propriétaires terriens.
Les nouvelles lignes politiques sont tracées et négociées autour de la Table ronde de l'opposition créée le 22 mars 1989. Le Forum démocrate hongrois en position de force sous-estime la compétence et la capacité des autres formations politiques qui participent aux discussions de la Table ronde. Quand les dirigeants du Forum réalisent plus tard que l'enjeu politique est énorme, ils font appel à József Antall pour qu'il renforce leur rang. Antall propose l'instauration de la démocratie constitutionnelle. Il collabore activement à l'amendement de la constitution. En tant que délégué du Forum il négocie les conditions de la transition politique avec le parti communiste (MSZMP) au pouvoir. Ce brillant théoricien maîtrise parfaitement les traditions démocratiques hongroises de 1848, il connaît à fond la courte période démocratique après la seconde guerre mondiale et le fonctionnement des démocraties européennes. Cela lui permet de proposer un compromis chaque fois qu'il en est nécessaire pour empêcher la désunion des participants et sauver les négociations de la Table ronde qui sont constamment perturbées par les manigances du parti communiste. En septembre 1989 Antall est élu à majorité écrasante chef du parti du Forum démocrate hongrois et il sera le candidat du parti pour le poste du premier ministre. Il est élu Premier ministre par le Parlement hongrois le 23 mai 1990. Avant la fin de son mandat, il meurt du cancer.

## Prix et hommages

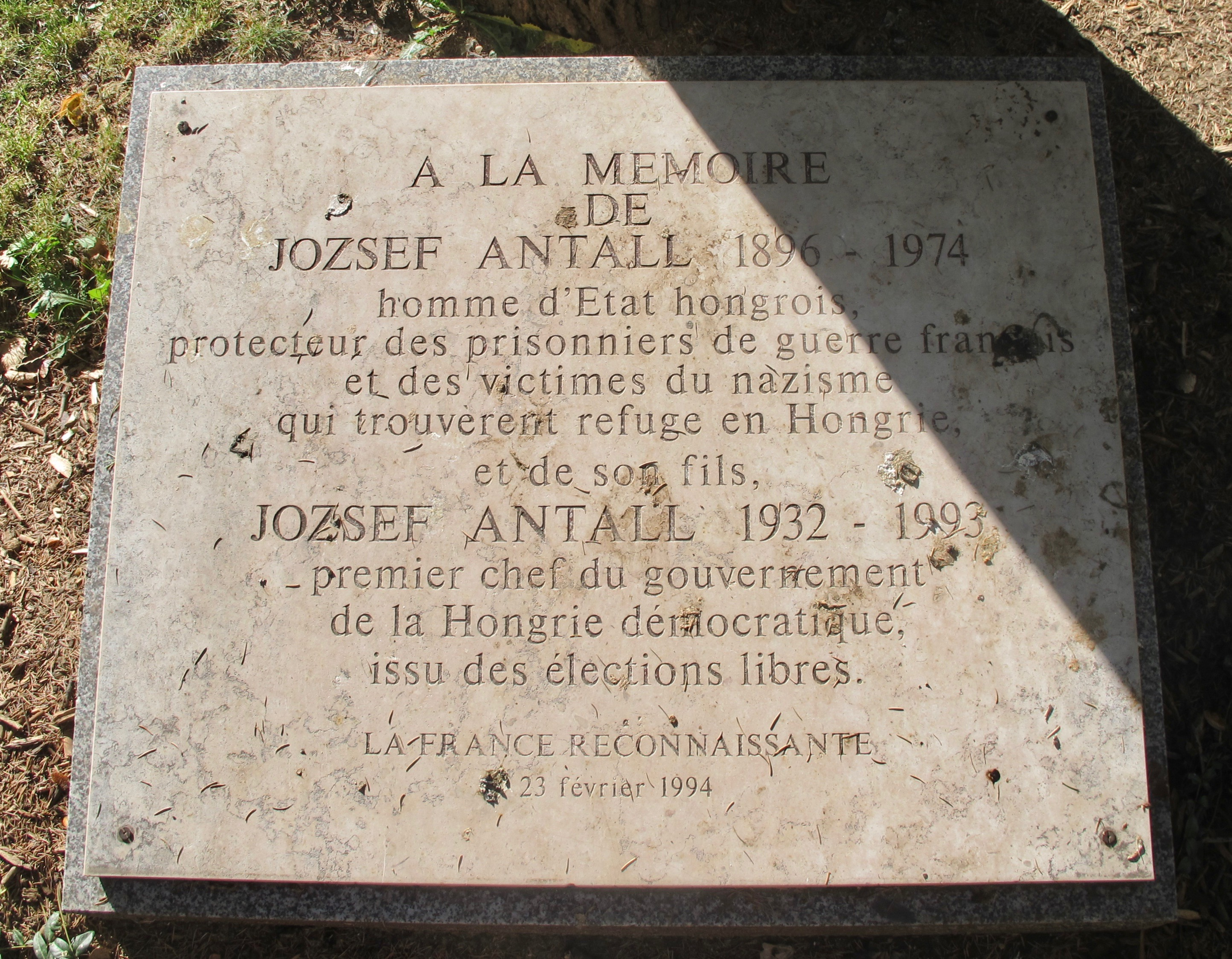
Plaque square Alfred-Capus (Paris).

En 1991, à Strasbourg, il reçoit le prix Robert-Schuman pour ses activités visant à unir l'Europe et à étendre les relations européennes de la Hongrie.
La présidence du Parlement européen prend la décision unanime le 14 janvier 2008 que l'aile du nouveau bâtiment du Parlement portera le nom de József Antall.
Dans le square Alfred-Capus (16e arrondissement de Paris), une plaque commémorative rend hommage à József Antall père et fils.